# Хайнский цикл
«Хайнский цикл» («Хейнский цикл», «Ожерелье планет Эйкумены»; англ. Hainish Cycle) — серия фантастических произведений американской писательницы Урсулы Ле Гуин. Сюжетно книги серии слабо связаны или вовсе не связаны друг с другом; их действие, как правило, происходит за пределами Солнечной системы. Название циклу дано по планете Хайн, которая является центром Лиги Миров — межпланетного объединения цивилизаций.

## Состав цикла
- За день до революции (The Day Before the Revolution, 1974)
- Обделённые (The Dispossessed, 1974)
- Слово для леса и мира одно (The Word for World Is Forest, 1972)
- Планета Роканнона (Rocannon’s World, 1966)
- Обширней и медлительней империй (Vaster Than Empires and More Slow, 1971)
- Планета изгнания (Planet of Exile, 1966)
- Город иллюзий (City of Illusions,1967)
- Левая рука Тьмы (The Left Hand of Darkness, 1969)
- Король планеты Зима (Winter’s King, 1969)
- Взросление в Кархайде (Coming of Age in Karhide, 1995)
- Толкователи (The Telling, 2000)
- Рыбак из Внутриморья (A Fisherman of the Inland Sea, 1990—1994)
  - История «шобиков» (The Shobies Story, 1990)
  - Танцуя Ганам (Dancing to Ganam, 1993)
  - Еще одна история, или Рыбак из Внутриморья (Another Story, or A Fisherman of the Inland Sea, 1994)
- Невыбранная любовь (Unchosen Love, 1994)
- Законы гор (Mountain Ways, 1996)
- Дело о Сеггри (The Matter of Seggri, 1994)
- Одиночество (Solitude, 1994)
- Четыре пути к прощению (Four Ways to Forgiveness, 1995)
- Старая Музыка и рабыни (Old Music and the Slave Women, 1999)

## Планеты Лиги Миров
- Давенант, она же, Хайн (Hain) — старейшая культура в Лиге Миров, а также её политический центр. Планета находится на расстоянии 140 световых лет от Земли. История населения планеты насчитывает 3 миллиона лет. Многие деятели Лиги, наблюдатели и мобили, независимо от происхождения, получают образование и проходят подготовку на Хайне.
- Гетен (Gethen), она же Планета Зима — холодная планета, населенная гермафродитами. Большую часть месяца они сексуально неактивны и бесполы, но раз в месяц активируются по женскому или мужскому типу. Их уровень развития примерно на середине XX века (по земным меркам), в их мире никогда не было крупных войн. На момент действия романа «Левая рука тьмы» Гетен только кандидат на вступление в Лигу миров.
- Атши (Athshe), также Мир 41 и «Новый Таити»
- Роканнон (Rokannon) — планета системы Фомальгаут, названная так в честь своего первого этнографа-исследователя. Диаметр планеты равен 6600 милям, атмосфера плотная, богатая кислородом. Крупнейшие четыре массива суши, Северо-Западный, Юго-Западный, Восточный и Антарктический Континенты, занимают 38 % всей поверхности. Планета населена несколькими разумными формами жизни:
  - Гдема — гуманоиды, обитают под землей, на поверхность выходят только ночью; рост 120—135 см, кожа светлая, волосы темные. Телепатичны. На момент контакта с представителями Лиги Миров жили в кастовом сообществе городского типа с олигархической системой правления. Культура ранней стали, ориентирована на техническое развитие.
  - Фииа — гуманоиды, обитают на поверхности, днем бодрствуют; средний рост 130 см, кожа и волосы, как правило, светлые. Также телепаты (у них с гдема были общие предки). Живут оседлыми сельскими, а также кочевыми сообществами. В отличие от гдема, не обладают развитой материальной культурой и избегают технологий.
  - Лиу — гуманоиды, обитают на поверхности, днем бодрствуют; средний рост свыше 170 см; общество аристократическое, клановое, культура героико-феодальная; техническое развитие остановилось на стадии бронзового века; тип поселения — деревня-крепость.
- Анаррес-Уррас — двойная планета в системе Тау Кита, место действия романов «Обделенные» и «За день, до революции»
- Верель — планета в системе звезды Этамин (Гамма Дракона). Место действия романов «Планета изгнания» и «Город иллюзий»
- Земля — тоже является планетой Лиги миров, именно с Земли прибыл на Гетен Посланник Дженли Ай